# David Hinrich Schneider
David Hinrich Schneider (* 13. Oktober 1755 in Stralsund; † 26. November 1826 ebenda) war ein deutscher Jurist und Entomologe.

## Leben
David Hinrich Schneider besuchte das Gymnasium Stralsund. Er studierte von 1774 bis 1777 an der Universität Göttingen und danach bis 1778 an der Universität Greifswald Rechtswissenschaften. Er arbeitete als Advokat mit Zulassung zum Wismarer Tribunal und zum Hofgericht Greifswald in Stralsund, wo er von 1795 bis 1808 Mitglied des Stadtrats war.
In seiner Freizeit beschäftigte er sich mit der Entomologie und legte umfangreiche Insektensammlungen an. Er war Verfasser und Herausgeber mehrerer entomologischer Schriften. Er war Mitarbeiter von Moritz Balthasar Borkhausen bei dessen Naturgeschichte der europäischen Schmetterlinge nach systematischer Ordnung. (Frankfurt 1788–1794, 5 Bände), für die er auch die Einleitung schrieb.

## Schriften (Auswahl)
- Nomenclator entomologicus. 1785. (Google bücher)
- Systematische Beschreibung der europäischen Schmetterlinge. 3 Teile, 1785–1790.[2]
- Neuestes Magazin für die Liebhaber der Entomologie. 6 Hefte, 1791–1794.[2]